# RSA保險集團
RSA保险集团（RSA Insurance Group plc；商业名称：RSA；原称Royal and Sun Alliance）是一家总部位于英国伦敦的跨国保险公司，主要在英国、爱尔兰、斯堪的纳维亚和加拿大提供服务，但在其他超过140个国家也有业务。
该公司在1996年由太陽聯合保險和英國皇家保險合并而成，而Sun Alliance则是1959年由世界最古老的保险公司The Sun Fire Office（1710年成立）和The Alliance（1824年建立）合并形成的。